# Ozarba excurvata
Ozarba excurvata là một loài bướm đêm trong họ Noctuidae.